# أندرو براون (لاعب كريكت بريطاني)
أندرو براون (6 نوفمبر 1964 في المملكة المتحدة - ) (بالإنجليزية: Andrew Brown)‏ هو لاعب كريكت بريطاني. لعب مع نادي مقاطعة ديربيشاير للكريكت ‏.